# شیفتگی (ترانه کریستینا آگیلرا)
«شیفتگی» ترانه‌ای از هنرمند اهل ایالات متحده آمریکا کریستینا آگیلرا است. این ترانه در آلبوم محروم (آلبوم کریستینا آگیلرا) قرار داشت.